# Асенкрітовський сільський округ
Асенкрі́товський сільський округ (каз. Асенкритов ауылдық округі, рос. Асенкритовский сельский округ) — адміністративна одиниця у складі району Беїмбета Майліна Костанайської області Казахстану. Адміністративний центр — село Асенкрітовка.
Населення — 1649 осіб (2021; 2659 у 2009, 2778 у 1999, 3018 у 1989).
Станом на 1989 рік існували Асенкрітовська сільська рада (села Актобе, Асенкрітовка, Варваринка, Ніколаєвка, селище Кизилжар) та Баталинська сільська рада (село Батали, селища Роз'їзд 106 км, Роз'їзд 115 км, Тарановська). Селище Тарановська ліквідовано 2009 року.

## Склад
До складу адміністрації входять такі населені пункти:
| Населений пункт        | Старі назви | Населення, осіб (1989) | Населення, осіб (1999) | Населення, осіб (2009) | Населення, осіб (2021) |
| ---------------------- | ----------- | ---------------------- | ---------------------- | ---------------------- | ---------------------- |
| Асенкрітовка, село     | -           | 1067                   | 917                    | 1032                   | 720                    |
| --Тарановська, селище  | Таран       | 39                     | 40                     | -                      | -                      |
| Батали, село           | -           | 455                    | 451                    | 421                    | 136                    |
| Варваринка, село       | -           | 376                    | 371                    | 302                    | 177                    |
| Кизилжар, село         | -           | 400                    | 381                    | 410                    | 239                    |
| Майлін, село           | Актобе      | 102                    | 127                    | 64                     | 13                     |
| Ніколаєвка, село       | -           | 554                    | 491                    | 430                    | 364                    |
| Роз'їзд 106 км, селище |             | 7                      | -                      | -                      | -                      |
| Роз'їзд 115 км, селище |             | 18                     | -                      | -                      | -                      |